# Unquillo
Unquillo é um município da província de Córdova, na Argentina.